# W-League
A-League Women er den øverste fodboldliga for kvinder i Australien. Den blev etableret i 2008, efter den tidligere havde gået under navnet Women's National Soccer League. Syv ud af ligaens ni hold, har tilknytning til hold fra mændenes A-League. Ligaen er også kendt som Westfield W-League, grundet Westfield Group er navnesponsor for hele ligaen.
Ligaen spilles fra November til Februar over et grundspil på 14 spillerunder og derefter et slutspil. Slutspillet er bestående af de fire øverste placeret hold fra grundspillet, der skal spille én semifinale og derefter finalekampene. 
Melbourne City er regerende mestre, fra det seneste mesterskab i 2020 og har samtidig vundet flest titler.
Ligaen regnes over for at være en af verdens bedste kvindelige ligaer, trods dens kun fire måneders varighed. Mange internationale topspillere vælger at tage lejeophold i ligaen.

## Liste over vindere
| Sæson   | Grundspilsvindere | Mestre            |
| ------- | ----------------- | ----------------- |
| 2008–09 | Queensland Roar   | Queensland Roar   |
| 2009    | Sydney FC         | Sydney FC         |
| 2010–11 | Sydney FC         | Brisbane Roar     |
| 2011–12 | Canberra United   | Canberra United   |
| 2012–13 | Brisbane Roar     | Sydney FC         |
| 2013–14 | Canberra United   | Melbourne Victory |
| 2014    | Perth Glory       | Canberra United   |
| 2015–16 | Melbourne City    | Melbourne City    |
| 2016–17 | Canberra United   | Melbourne City    |
| 2017–18 | Brisbane Roar     | Melbourne City    |
| 2018–19 | Melbourne Victory | Sydney FC         |
| 2019–20 | Melbourne City    | Melbourne City    |